# Romolo Esposito
Romolo Esposito (* 25. August 1913 in Basel; † 23. März 1991 ebenda) war ein Schweizer Maler, Zeichner, Grafiker, Chefredaktor und Werbefachmann.

## Leben und Werk

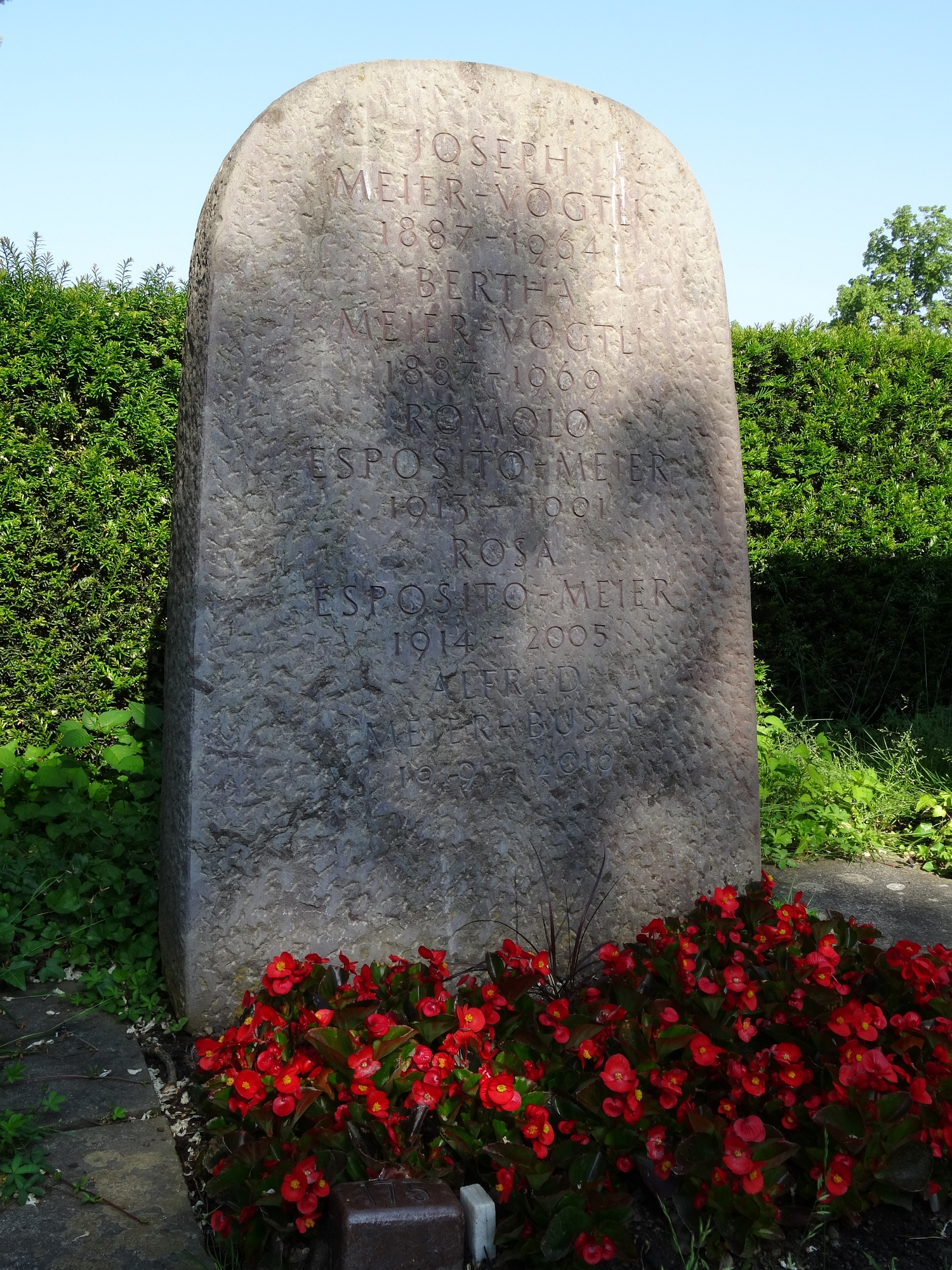
Grab, Friedhof am Hörnli.

Romolo Esposito besuchte zusammen mit Max Kämpf die Allgemeine Gewerbeschule Basel. Esposito beschränkte sich nicht auf eine bestimmte Kunstrichtung; er erhielt 1953 ein Eidgenössisches Kunststipendium. Als Mitglied des Kreis 48 stellte er seine Werke in Gruppenausstellungen in der Kunsthalle Basel aus. Zusammen mit Gertrud Oettinger-Burckhardt und Johann Anton Rebholz. hielt sich Romolo oft zum Malen in der Petite Camargue Alsacienne auf. 
Als Chefredaktor und Werbefachmann verdiente er seinen Lebensunterhalt bei der Firma Bell AG.
Romolo Esposito war mit Rosa, geborene Meier (1914–2005), verheiratet und fand seine letzte Ruhestätte auf dem Friedhof am Hörnli.